# Посилення інтелекту
Посилення інтелекту (когнітивний ріст, механічно доповнений інтелект) — збільшення людського інтелекту. 

## Історія
Ідея була вперше запропонована в 1950-х і 1960-х роках першими кібернетиками. ПІ іноді контрастують з ШІ (штучний інтелект), тобто, проект будівництва людиноподібного інтелекту у формі автономної технологічної системи, такої як комп'ютер або робот. ШІ зіткнулось з багатьма фундаментальними перешкодами — практичними, а також теоретичними, які для ПІ є спірними, оскільки він потребує технологій лише як додаткової підтримки для автономного розуму, що вже функціонує. Крім того, ПІ має довгу історію успіху, так як всі форми інформаційних технологій були розроблені в основному для розширення можливостей обробки інформації людського розуму.

### Вільям Росс Ешбі:Посилення інтелекту
Термін посилення інтелекту (ПІ), має широке поширення, відколи Вільям Росс Ешбі написав «посилення інтелекту» у своєму Вступі до кібернетики (1956). Пов'язані ідеї явно пропонуються як альтернатива штучного інтелекту Хао Ван з ранніх днів Автоматичного доведення теорем.

.. «рішення проблем» в значній мірі, можливо, зовсім, справа відповідного вибору. Візьмемо, наприклад, будь-яку популярну книгу проблем і головоломок. Майже кожна може бути зведена до форми: з певного набору, вкажіть один елемент. … Це, насправді, важко думати про проблему, або грайливо або серйозно, що в кінцевому рахунку не вимагає відповідного вибору, як щось необхідне і достатнє для її вирішення. Очевидно також, що багато з тестів, які використовуються для вимірювання «Інтелекту» зроблено по суті відповідно до потужності кандидата відповідного відбору. … Таким чином, не виключено, що те, що зазвичай називають «інтелектуальною силою» може бути еквівалентне «силі належного вибору». Справді, якщо б Чорній Коробці треба було вказати правильний вибір — тоді б виникла проблема, що при заданні важких завдань завжди давались би правильні відповіді — ми не можемо заперечувати, що висока «поведінковість» те ж саме, що й «високий інтелект» Якщо це так, і, як ми знаємо, що сила відбору може бути посилена, здається, випливає, що інтелектуальна сила, як фізична сила, може бути посилена. Нехай ніхто не говорить, що це не можливо, для генів-моделей що роблять це кожен раз, коли вони утворюють мозок, який росте. Новим є те, що тепер ми можемо зробити це синтетично, свідомо, навмисно.

### Джозеф Ліклайдер: Людино-комп'ютерний симбіоз
«Симбіоз Людина-Комп'ютер» є ключовою спекулятивною статтею, опублікована в 1960 році психологом / ученим Джозефом Ліклайдером, який передбачає, що спільні взаємозалежні, щільно з'єднані людський мозок і обчислювальні машини, будуть, доповнювати сильні сторони один одного у високому ступені: Людина-комп'ютер симбіоз підкласу людино-машинних систем. Є багато людино-машинних систем. В даний час, однак, немає симбіозу людини-комп'ютера. Цілями даної роботи є представити концепцію і, сподіваюся, для сприяння розвитку симбіозу людини-комп'ютера шляхом аналізу деяких проблем взаємодії між людиною і обчислювальними машинами, привернути увагу до принципів машинобудування, і вказати на кілька питань, що потребують відповіді. Є надія, що в не надто багато років, людський мозок і обчислювальні машини будуть з'єднані дуже щільно, і що в результаті партнерства людський мозок буде думати, так як ніколи не думав, і обробляти дані шляхом якого ми на сьогодні ще не знаємо.
У баченні Ліклідера, багато з чистих систем штучного інтелекту, передбачених у той час більш ніж оптимістичними — виявляться непотрібними. (Ця стаття також розглядається деякими істориками як перші уявлення про комп'ютерні мережі, які пізніше розцвіли в Інтернеті).

### Дуглас Енгельбарт: збільшення людського розуму
Дослідження Ліклідера були схожі з сучасним Агентством передових оборонних дослідницьких проектів США і протеже Дугласом Енгельбартом. Обидва мали уявлення про те як комп'ютери можуть бути використані, що було протилежним до пануючих тоді поглядів (пристрої принципово корисні для обчислень). 
Енгельбарт вважав, що стан наших сучасних технологій контролює нашу здатність маніпулювати інформацією, і цей факт у свою чергу буде контролювати нашу здатність розробляти нові, поліпшені технології. Таким чином він поставив собі революційне завдання розробки автоматизованих технологій для маніпулювання інформацією безпосередньо, а також для поліпшення індивідуальних та групових процесів для інформаційних працівників. Філософія  Енгельбарта  та його дослідження найвиразніше і безпосередньо виражаються в 1962 році в дослідницькому звіті: Збільшення людського інтелекту: концептуальна структура.

«Посиленню спроможності людини підійти до комплексної проблеми ситуації, щоб отримати розуміння для його конкретних потреб і вивести рішення проблем. Посилення спроможності в цьому відношенні означає суміш наступного: більш швидке розуміння, осмислення, можливість отримання корисного ступеня розуміння ситуації, яка раніше була занадто складною, більш швидке рішення, краще вирішення і можливість пошуку вирішення проблем, які раніше були нерозв'язними. І до складних ситуацій ми відносимо професійні завдання дипломатів, керівників, соціологів, біологів, фізиків, адвокатів, дизайнерів — чия проблемна ситуація існує протягом двадцяти хвилин або двадцяти років.

Не йдеться про ізольовані розумні прийоми, які допомагають в окремих ситуаціях. Ми посилаємося на спосіб життя в інтегрований домен, де здогади, вирізати і спробувати, нематеріальні активи і людські почуття для ситуації можуть з користю співіснувати з потужними концепціями термінології і позначень, витонченими методами та потужними електронними рішеннями.»

Енгельбарт згодом реалізував ці концепції в його  дослідницькому центрі розширення людського інтелекту, розвиваючи, по суті, інтелектуальну підсилювальну систему інструментів (ІПСІ) і співпрацював розвиваючи організаційні методи в  середині 60-х в рамках лабораторії. 

## Збільшення біологічних можливостей людини
Основні статті — Удосконалення людини, Біохакінг, Трансгуманізм, Постлюдина, Технологічна сингулярність.
Експоненційний розвиток і нові відкриття біології, біоінженерії (молекулярної, генної, клітинної, тканинної, нейроінженерії), медицини (спортивна, превентивна, регенеративна та персоналізована медицина, геронтологія, епігенетика, генотерапія, наномедицина), інженерії та виробництва (наноінженерія, друк органів, супер'їжа) та практичного біохакінгу (здоровий спосіб життя, удосконалення людини, нейрохакінг, омолодження) можуть дозволити людству:
- Покращувати свої фізичні здібності — сила, швидкість, витривалість.
- Покращувати свої розумові (когнітивні, ментальні) здібності — пам'ять, увагу, мислення.
- Покращувати свої сенсорні здібності — зір, слух, та, навіть, сприйняття електромагнітного випромінювання чи звуку поза спектром чутливості людських органів чуття.
- Омолоджувати свій біологічний вік швидше старіння та досягти біологічного безсмертя.
- Значно модифікувати власний організм, завдяки біоінженерії, генотерапії, синтетичній біології, наноінженерії.

## Людино-комп'ютерні системи

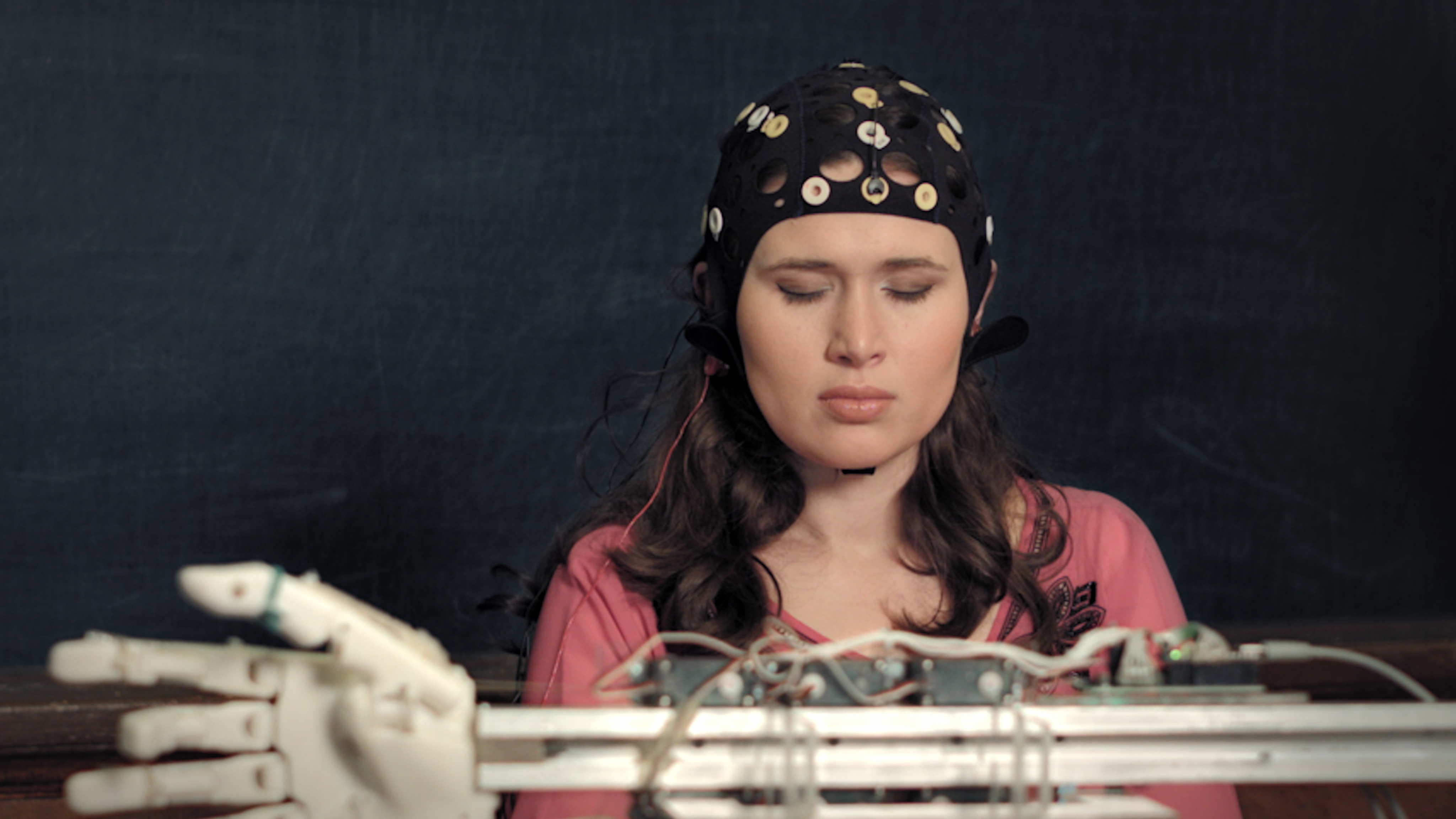
Нейрокомп'ютерний інтерфейс. Управління пластиковою рукою за допомогою думки.

Основні статті — Нейроінженерія, Нейрокомп'ютерний інтерфейс, Кіборг, Екзоскелет.
Основна суть цього підходу — в об'єднанні сильних сторін людини і комп'ютера. Людина використовує свідомість, інтуїцію, асоціації, емоційний інтелект. Комп'ютер виконує громіздкі точні розрахунки і розширює ефективний обсяг оперативної і довготривалої пам'яті людини.
Інший варіант тієї ж ідеї — узгоджена співпраця людей, об'єднаних комп'ютерною мережею.
Багато людей вже мають надлюдський інтелект, особливо ті, хто вміє ефективно працювати з комп'ютером. Деякі іспити вже зараз неможливо здати за розумний час без допомоги калькуляторів. Якщо дати людині комп'ютер з відповідним програмним забезпеченням, він легко досягне вищих результатів в існуючих IQ-тестах. Програми-словники і інтерактивні перекладачі дозволяють людині, спілкуватися цією мовою в чатах практично в реальному часі. Обсяг знань в розпорядженні людини, яка вміє користуватися пошуковими серверами в Інтернеті, значно збільшився. Чат-боти зі штучним інтелектом (ChatGPT від OpenAI) зробили значний крок вперед в доступі до високоякісної науково-освітньої інформації, синтезованої на запит користувача.
Результати роботи людино-машинного симбіозу однозначно свідчать про ефективне посилення інтелекту людства. Зменшення коефіцієнта закону Мура з 2 років до 1.5 було б неможливим без нових програмно-апаратних комплексів розробки і проектування.
Багато що можна досягти навіть з уже існуючими обчислювальними потужностями, якщо зменшити кількість проміжних ступенів в парах «думка-дія» і «сприйняття-думка». Вже є датчики, що реагують на рух очей, тіла, дихання, тиск. Вже є наукові дисплеї з проєкцією зображення на сітківку. Вже існують працюючі моделі доповненої реальності, віртуальної реальності та метавсесвітів. Ведуться роботи над якісно новими мультимедійними інтерфейсами.

## Ринок
Обсяг світового ринку ноотропів до 2028 року оцінюватиметься в 29,24 мільярда доларів США, і очікується, що він зростатиме зі зведеним річним темпом зростання (CAGR) на 15,0% протягом прогнозованого періоду.
Обсяг світового ринку тканинної інженерії у 2021 році остановив 12,76 мільярда доларів США, а до 2030 року очікується, що він сягне приблизно 31,23 мільярда доларів США, збільшуючись на 10,46% у середньому протягом прогнозованого періоду з 2022 по 2030 рік.

## Додаткова література
- Engelbart, Landau, Clegg (2009). «The Engelbart Hypothesis: Dialogs with Douglas Engelbart» NextPress, Berkeley CA, 2009.
- Asaro, Peter (2008).  [Архівовано 27 липня 2011 у Wayback Machine.]"From Mechanisms of Adaptation to Intelligence Amplifiers: The Philosophy of W. Ross Ashby, " in Michael Wheeler, Philip Husbands and Owen Holland (eds.) The Mechanical Mind in History, Cambridge, MA: MIT Press. [Архівовано 27 липня 2011 у Wayback Machine.]
- Ashby, W.R., Design for a Brain, Chapman and Hall, London, UK, 1952. Second edition, Chapman and Hall, London, UK, 1966.
- Skagestad, Peter, «Thinking with Machines: Intelligence Augmentation, Evolutionary Epistemology, and Semiotic» [Архівовано 22 травня 2007 у Wayback Machine.], Journal of Social and Evolutionary Systems, vol. 16, no. 2, pp. 157-180, 1993.
- Smart Business Networks (or, Let's Create 'Life' from Inert Information) [Архівовано 1 липня 2015 у Wayback Machine.] on SSRN
- Waldrop, M. Mitchell, The Dream Machine: J.C.R. Licklider and the Revolution That Made Computing Personal, Viking Press, New York, NY, 2001. Licklider's biography, contains discussion of the importance of this paper.

## Див.також
- Біохакінг
- Удосконалення людини
- Збільшення тривалості життя
- Технологічна сингулярність
- Інженерія нервової тканини
- Нейропластичність
- Нейроінженерія
- Трансгуманізм
- Постлюдина